# Pombal (Alfândega da Fé)
Pombal ist ein Ort und eine ehemalige Gemeinde (Freguesia) im portugiesischen Kreis Alfândega da Fé. In der Gemeinde lebten 120 Einwohner (Stand 30. Juni 2011).
Am 29. September 2013 wurden die Gemeinden Pombal und Vales zur neuen Gemeinde União das Freguesias de Pombal e Vales zusammengefasst. Pombal ist Sitz dieser neu gebildeten Gemeinde.